# Paul van der Meeren

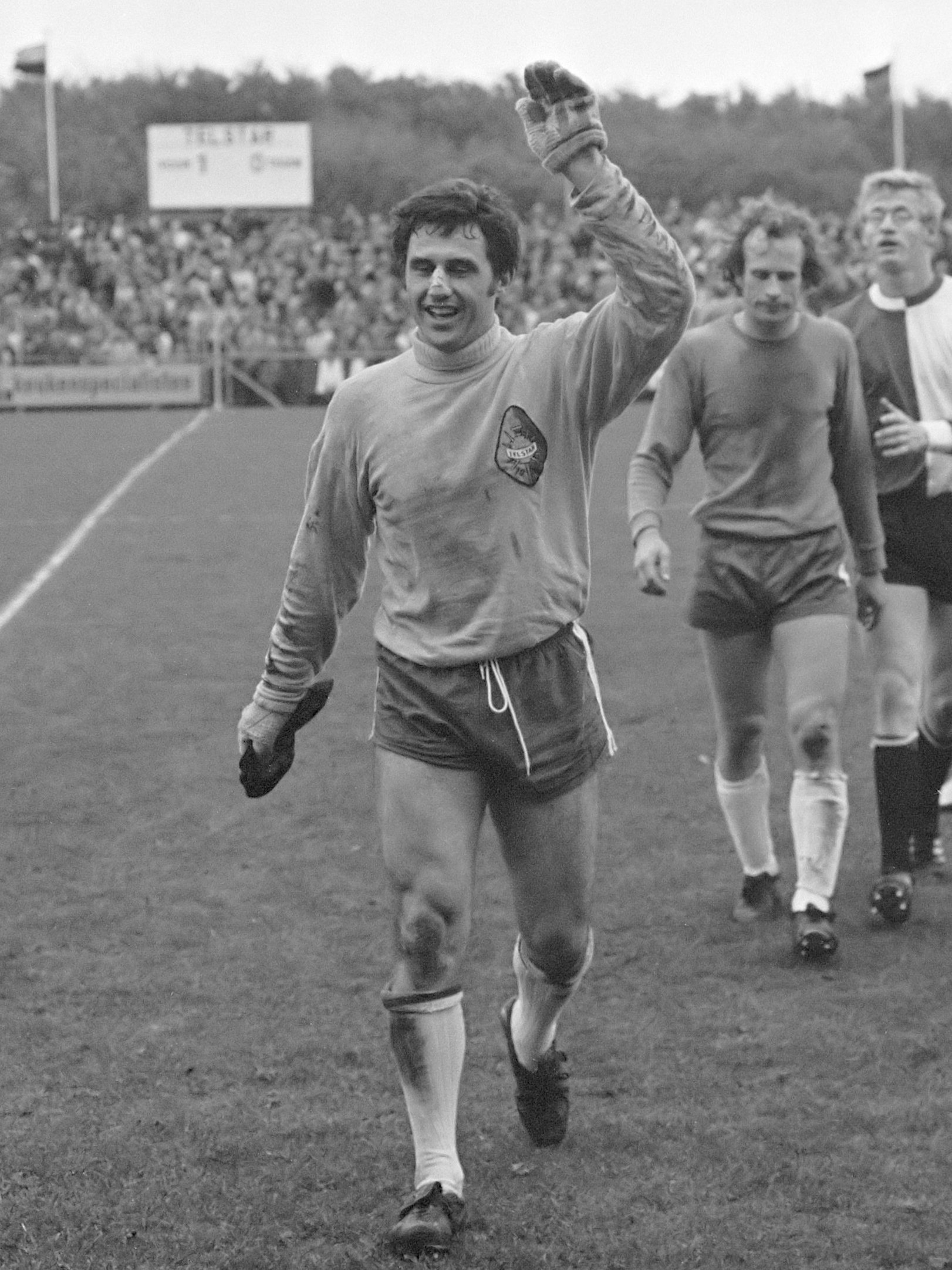
Paul van der Meeren (1970)

Paul van der Meeren (Haarlem, 6 juli 1944) is een Nederlandse ex-profvoetballer. Zijn positie op het veld was doelverdediger.
Van der Meeren begint zijn voetballoopbaan bij EHS uit Haarlem, vervolgens bij RCH uit Heemstede. In 1967 gaat hij spelen voor de profs van Telstar uit Velsen. In de loop van het seizoen 1977-1978 stapt hij over naar FC Amsterdam. Hij speelt ook nog korte tijd voor Go Ahead Eagles, FC Twente en in 1981 sluit hij zijn voetballoopbaan bij zijn oude club Telstar af.
Op 7 september 1991 maakt Paul van der Meeren een opvallende comeback als profvoetballer. Omdat er vier keepers bij Telstar geblesseerd zijn, doet trainer Niels Overweg voor de thuiswedstrijd tegen RBC een beroep op de dan 47-jarige Van der Meeren, die op dat moment actief is als keeperstrainer bij Telstar. Hij speelt de hele wedstrijd die eindigt in 4-4. Paul van der Meeren is hiermee de oudste Nederlandse profvoetballer die in competitieverband heeft gespeeld.

## Clubs als speler
| Seizoenen         | Club            | Wedstrijden | Doelpunten | Competitie     |
| ----------------- | --------------- | ----------- | ---------- | -------------- |
| 1967/68 - 1977/78 | Telstar         | 333         | 0          | Eredivisie     |
| 1977/78           | FC Amsterdam    | 11          | 0          | Eredivisie     |
| 1978/79           | FC Amsterdam    | 36          | 0          | Eerste divisie |
| 1979/80           | FC Twente       | 1           | 0          | Eredivisie     |
| 1979/80           | Go Ahead Eagles | 12          | 0          | Eredivisie     |
| 1980/81           | Telstar         | 5           | 0          | Eerste divisie |
| 1991/92           | Telstar         | 1           | 0          | Eerste divisie |
| Totaal            |                 | 399         | 0          |                |